# Église Saint-Léon de Nancy
Pour les articles homonymes, voir Église Saint-Léon.
L’église Saint-Léon de Nancy est une église de style gothique bâtie de 1860 à 1877 à Nancy par l’architecte Léon Vautrin (1820-1884).

## Situation et accès
L'église Saint-Léon de Nancy s'élève à l'ouest du centre-ville de Nancy, au sein du quartier Poincaré - Foch - Anatole France - Croix de Bourgogne, et à proximité de la gare de Nancy-Ville. L'église a d'ailleurs donné son nom au hall Saint-Léon de la gare, qui est situé en face d'elle, séparée par une esplanade et la rue Saint-Léon.

## Historique
À la suite de la construction de la voie ferrée Nancy-Paris en 1852, la zone située à l'ouest de cette voie commence à s'urbaniser.
Le 22 janvier 1859, Alexis Basile Alexandre Menjaud, évêque de Nancy et de Toul, donne mission à l'abbé Eugène Alexis Noël de créer un nouveau centre religieux (église et écoles). Le territoire de la nouvelle paroisse, pris sur ceux de Saint Sébastien et Saint Vincent-Saint Fiacre, compte alors 2 090 habitants. Il est décidé de dédier la nouvelle paroisse à Léon IX, pape qui fut évêque de Toul de 1026 à 1052.
Le nouveau curé trouve à acheter une vaste propriété, dite du Château Carré, dont le bâtiment central est encore le presbytère. Le 25 août 1860, une chapelle provisoire étant ouverte depuis quatre mois, le premier coup de pioche est donné sous la direction de l'architecte Léon Vautrin, qui dirigera les travaux jusqu'à leur achèvement, ce qui donnera à l'église une unité de style.
Le 8 septembre 1861, alors que les portails étaient déjà élevés, avait lieu la pose de la première pierre, située sous le pilier droit de la tribune.
Le 10 novembre 1862, la nef étant terminée, un chœur provisoire aménagé, la première messe est célébrée dans cette moitié d'église.
Le 17 octobre 1864, la tour nord est achevée et reçoit cinq cloches qui viennent d'être bénites.
La raréfaction des dons et la guerre franco-allemande de 1870 ralentissent les travaux ; il faut attendre le 23 mars 1874 pour célébrer au maître-autel.
Enfin, la tour sud étant construite et le parvis aménagé, l'église est consacrée le 19 avril 1877, solennité de Léon IX, par Joseph-Alfred Foulon. Mais l'église n’a pas encore d'orgue, et il y a déjà des inquiétudes pour le campanile érigé à la croisée du transept. À la suite de l'effondrement de celui de Saint-Marc à Venise, il est décidé, en 1903, de le démanteler. Il sera remplacé par un kiosque octogonal vitré au sommet.
Les vitraux subiront des dommages pour diverses causes (incendie dans la propriété voisine, guerre et grêle). Certains pourront être restaurés, mais d'autres devront être remplacés.
Les tympans des portails seront réalisés en 1902 par Victor Huel, pour le central, en 1927 par Auguste Vallin, pour les latéraux.
En 1979-1980, à la suite du concile Vatican II, le chœur est repensé, avec un nouvel aménagement.
En 1991, la ville de Nancy restaure entièrement l'extérieur et met le bâtiment en valeur par des illuminations.

Histoire de la paroisse
En 1898, est créée la société civile immobilière des écoles libres de la paroisse saint Léon IX (Socileon). L’abbé Calot, curé, achète une maison avec un vaste jardin rue du fbg Stanislas où seront élevées les constructions nécessaires aux écoles libres saint Léon. Ces écoles primaires existent toujours rue Raymond Poincaré. 
En 1932, l’abbé Chanzy fait apport à la paroisse plusieurs immeubles notamment le bâtiment sis 8 rue saint Léon qui fut occupé par l’école libre des garçons et la maison contiguë qui servit de logement pour l’instituteur. Un immeuble sis sur la côte de Buthegnémont « les platanes » est apporté et sert de patronage aux jeunes filles de la paroisse. 
En 1950, la paroisse acquiert et rénove l’ancienne ferme des Tronces près de Gérardmer grâce à la générosité des paroissiens et au dévouement de l’abbé Bardot et en fait une colonie de vacances.
En 1976, le comité financier paroissial remplace le conseil de fabrique. Le budget paroissial était alors de 10 000 F par mois. 
De nombreux mouvements, groupes,  associations et œuvres ont existé dans le giron de la paroisse : chorale, scouts de France (XIIIe Nancy), légion de Marie, catéchèse, équipes st Vincent, société de st Vincent de Paul (qui vit le jour un peu avant la guerre de 1870, soit l’un d’un plus anciens groupes implantés sur la paroisse), secours catholique, légion de Marie, action catholique générale féminine, heures d’amitié, la vie montante, ouvroir pour les missions, groupe de presse, chorale, servants d’autel…
sources : brochure du 17 avril 1977 réalisée à l’occasion du centenaire de l’église st Léon IX  

## Architecture
Le dernier étage des tours reprend la forme octogonale de celles de la cathédrale Saint-Étienne de Toul. Le buffet d'orgue fut réalisé par Eugène Vallin, le célèbre ébéniste de l'école de Nancy.
L'orgue Cavaillé-Coll de 1889 fut remplacé en 1975 par un orgue néo-classique de Danion-Gonzalez, facteur d'orgues de Rambervillers.

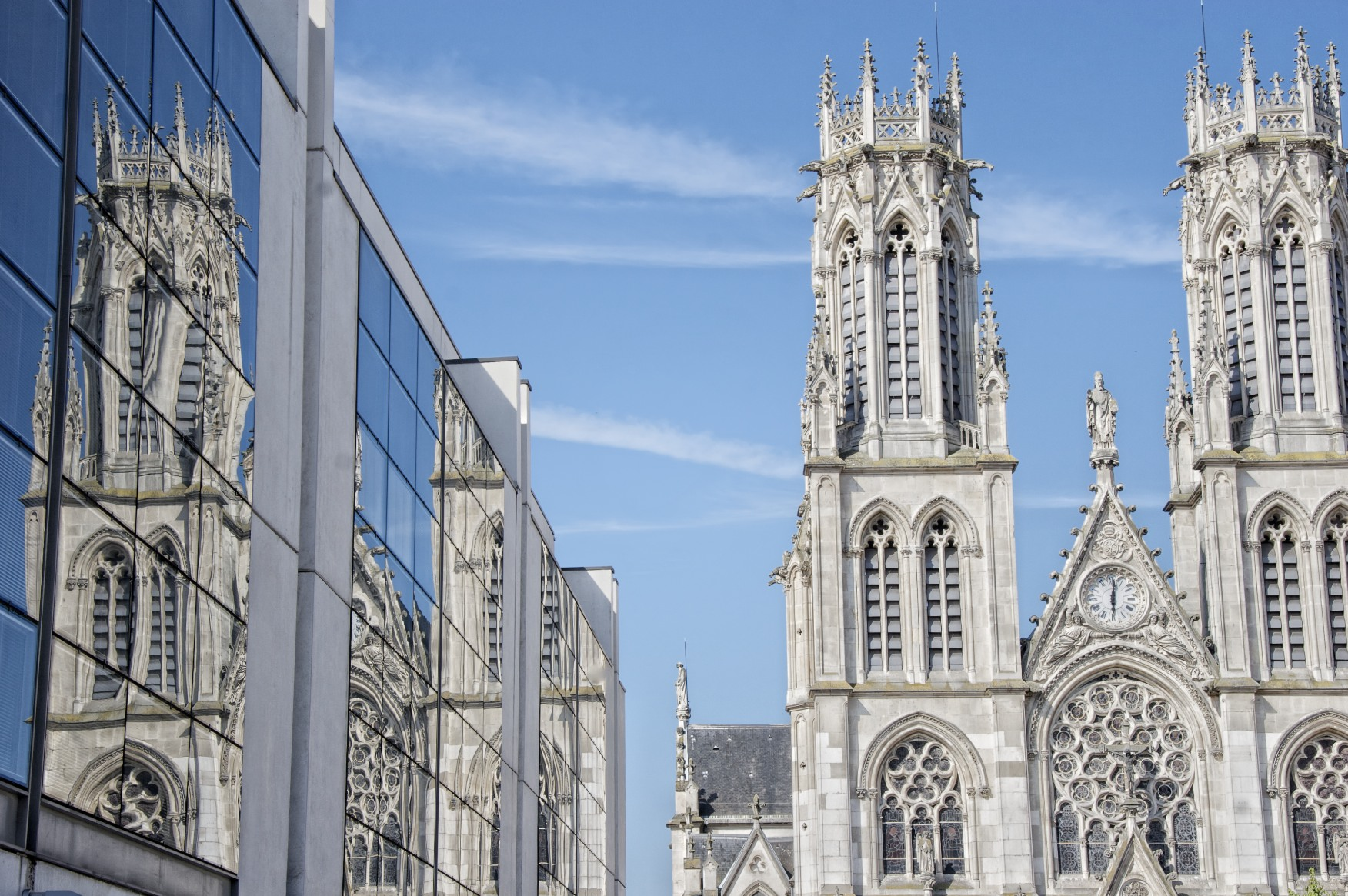
Saint-Léon et son reflet dans l'édifice moderne de la gare réalisé par les architectes François et Henrion.
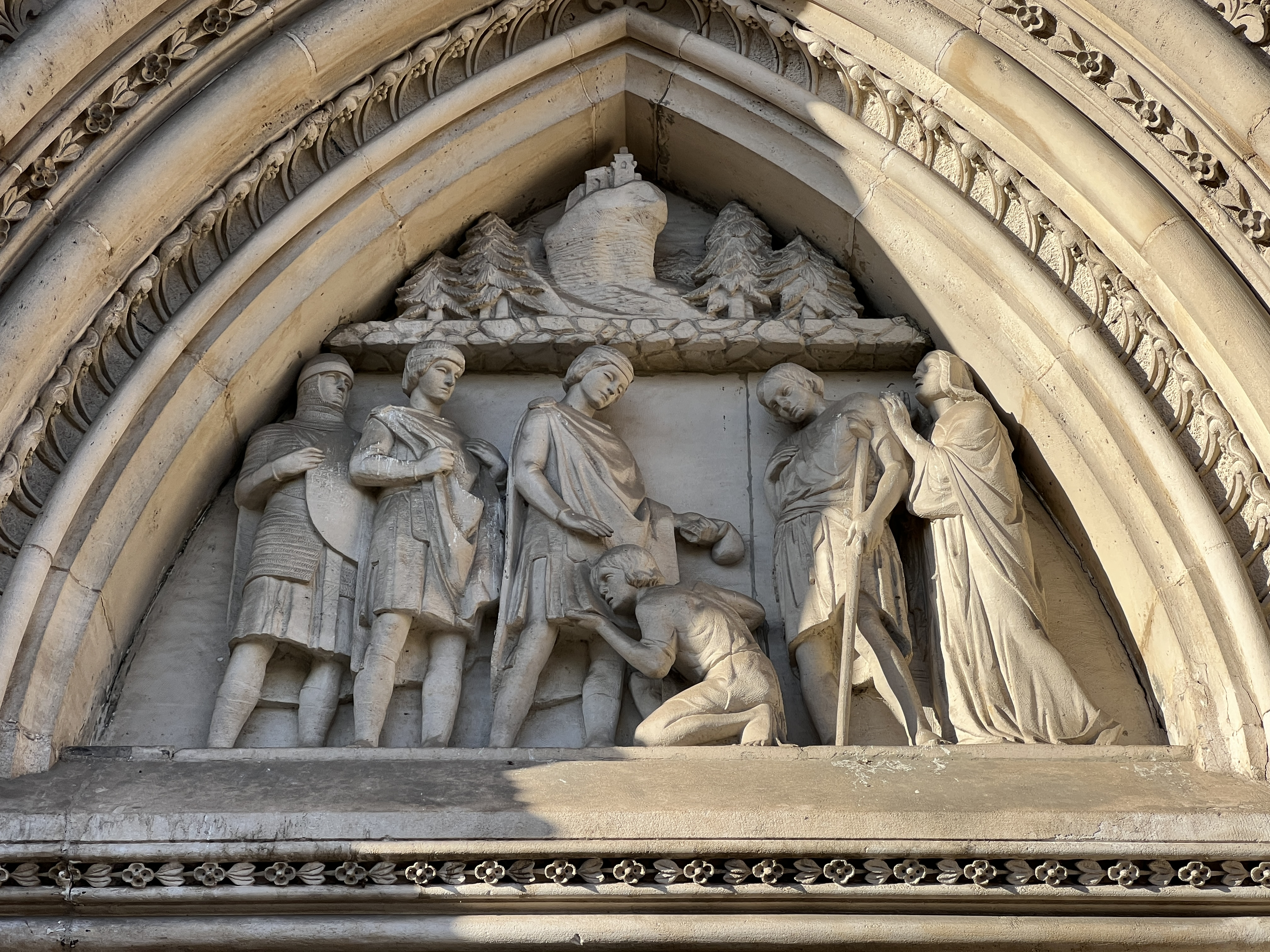
Tympan d'un des portails latéraux.
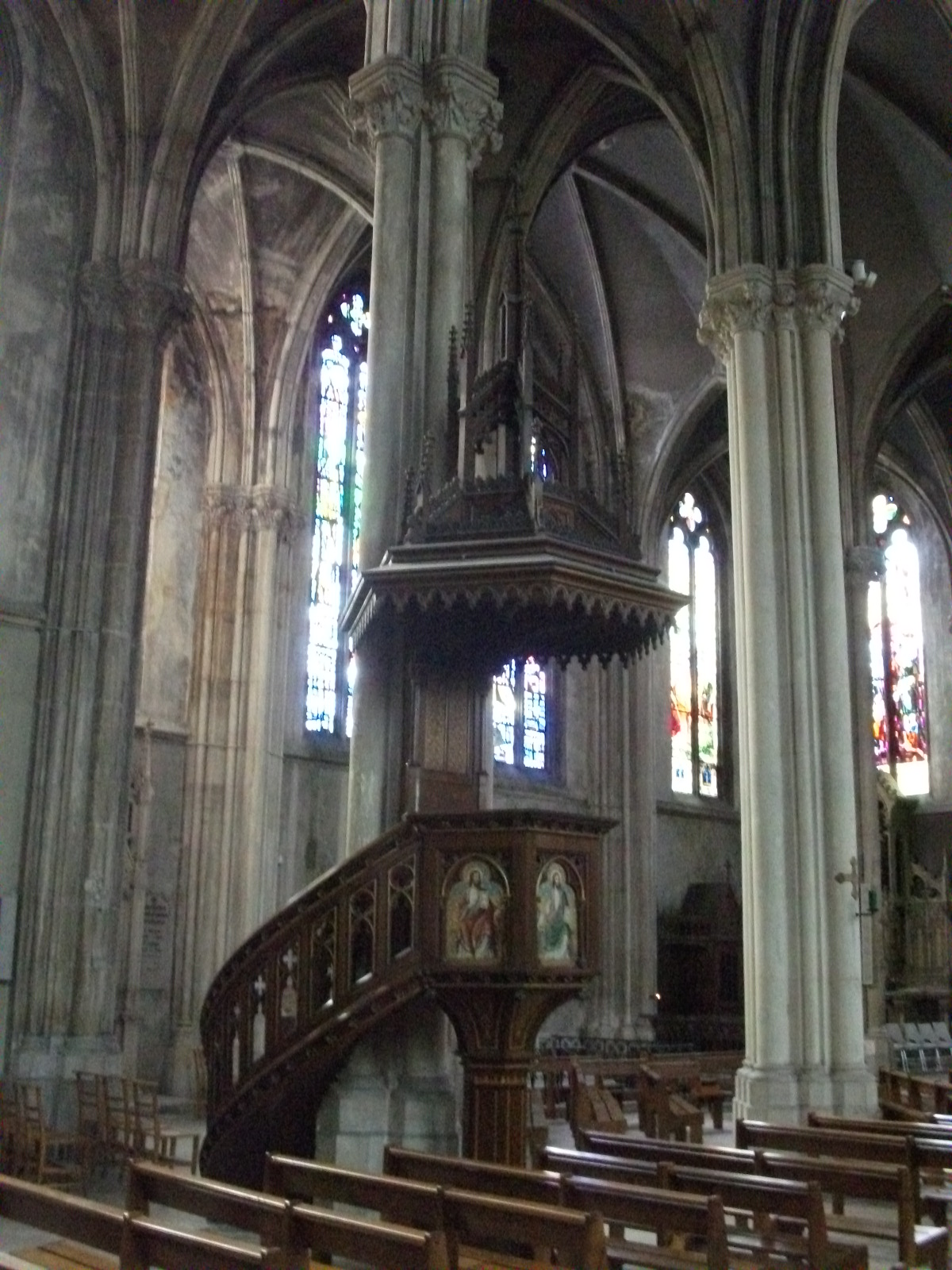
La chaire.
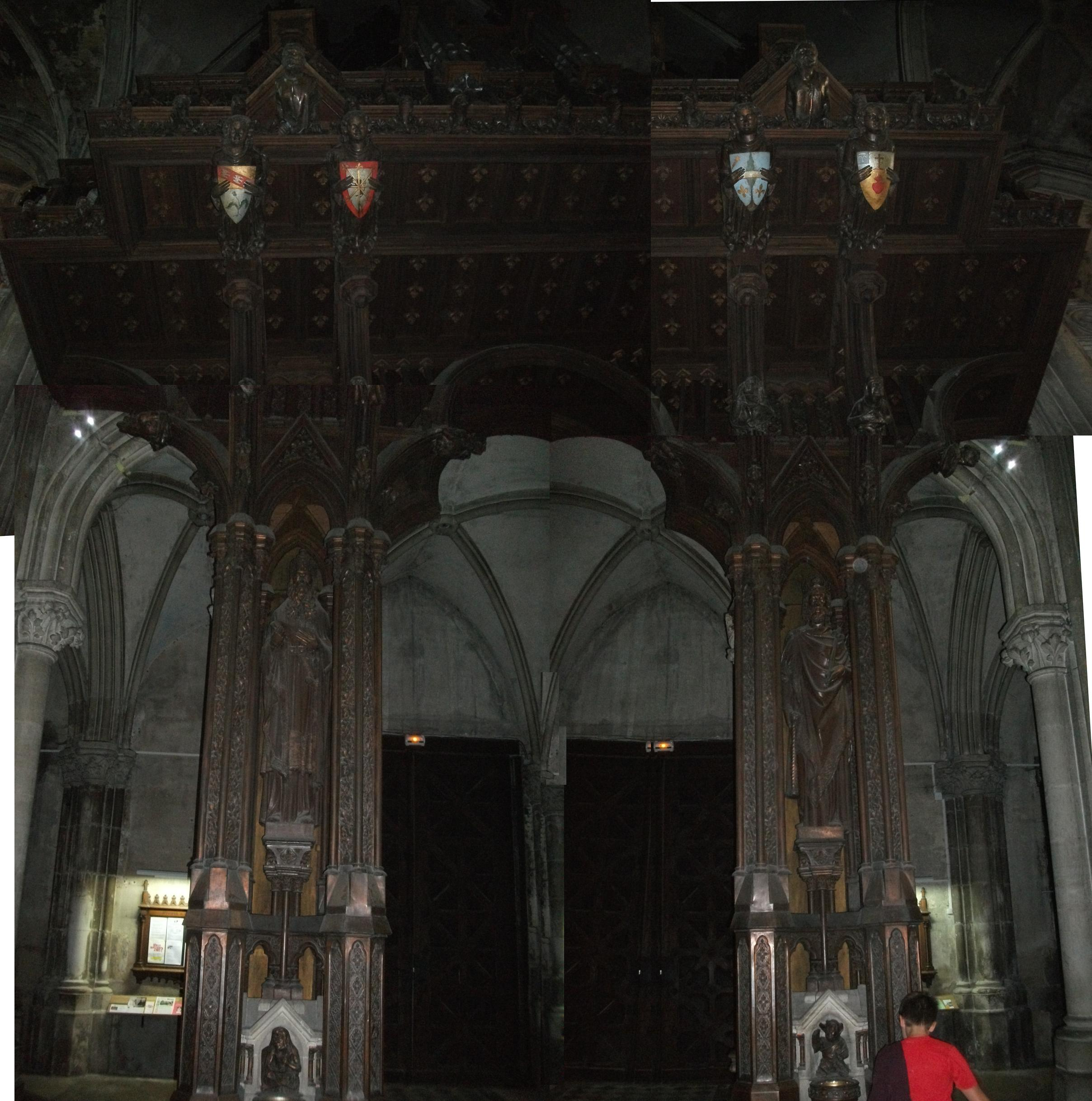
Support de l'orgue.
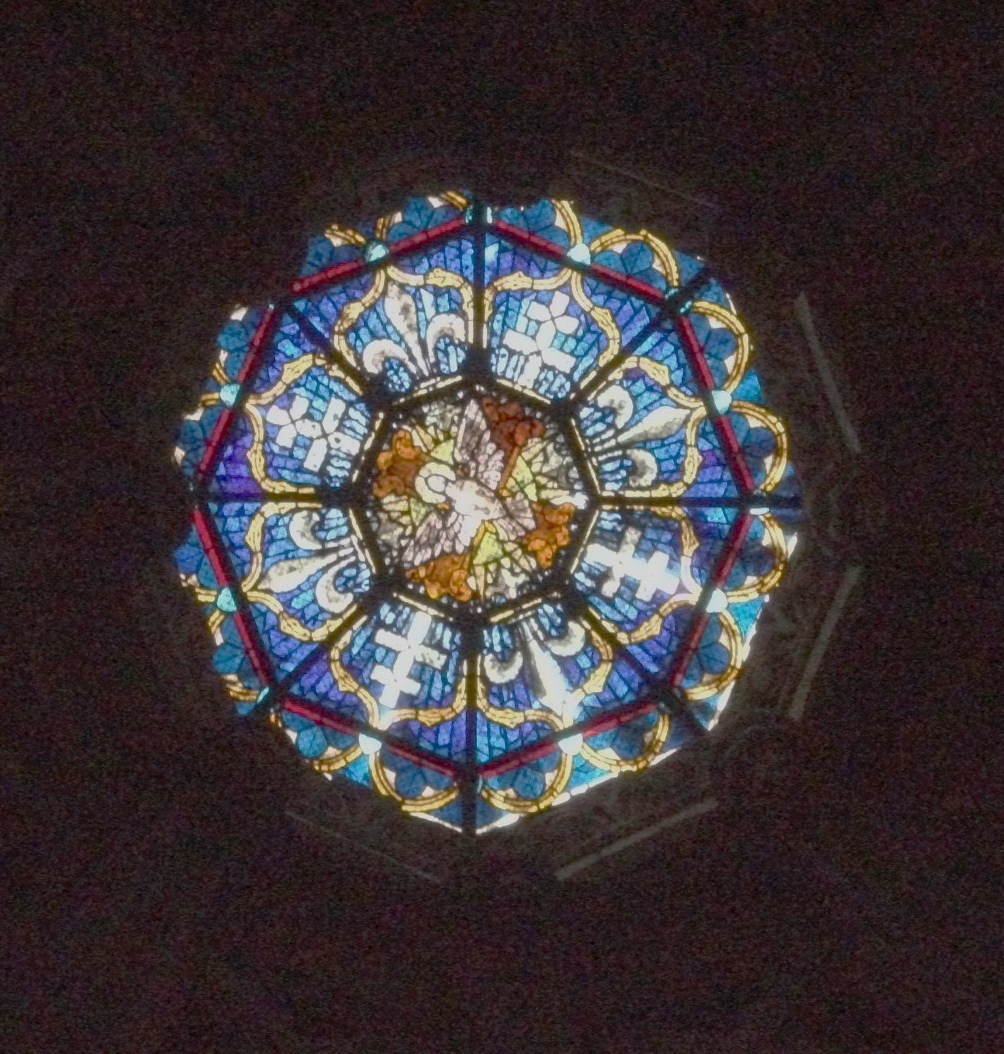
Vitrail du dôme.
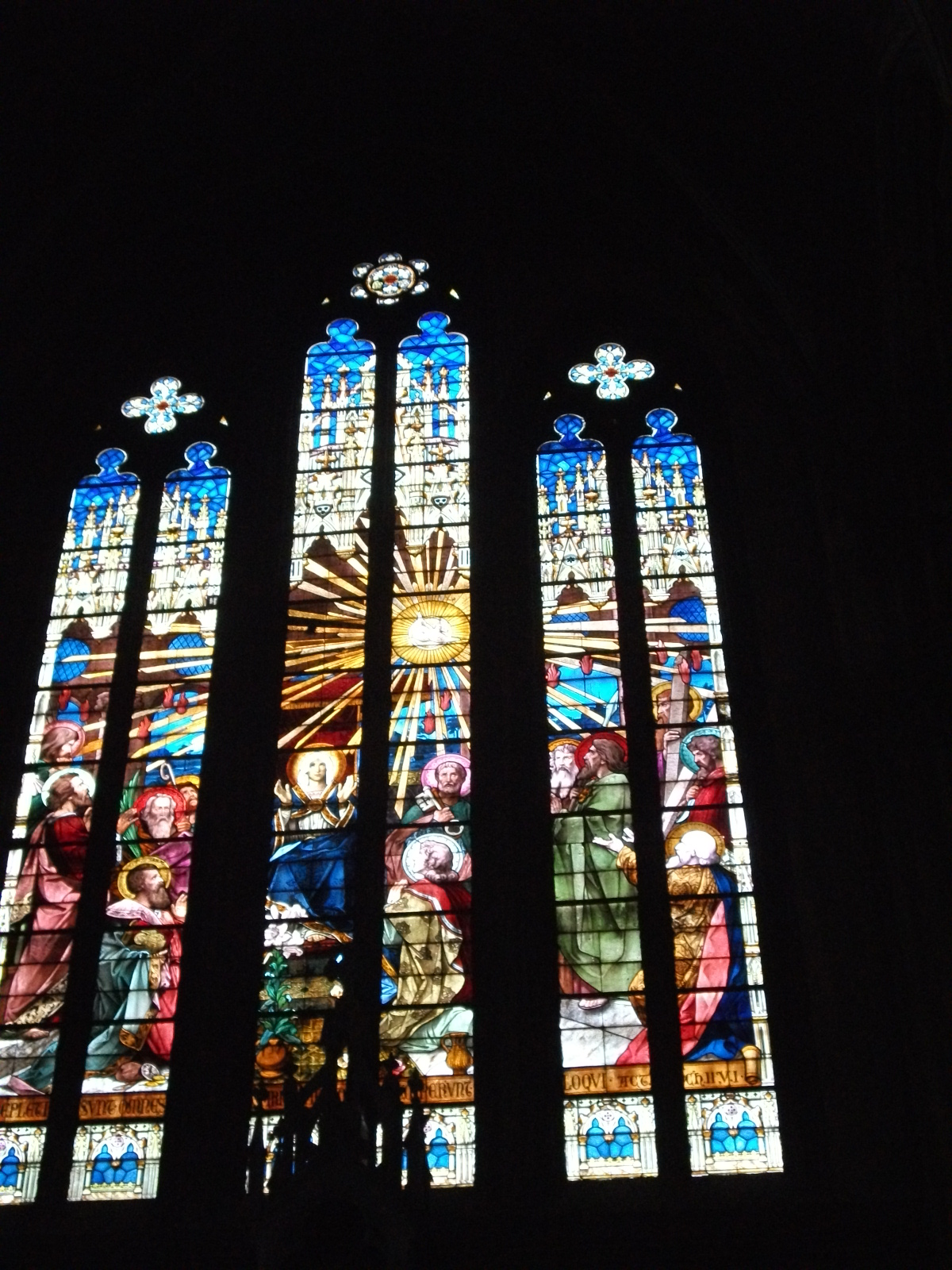
Un vitrail.
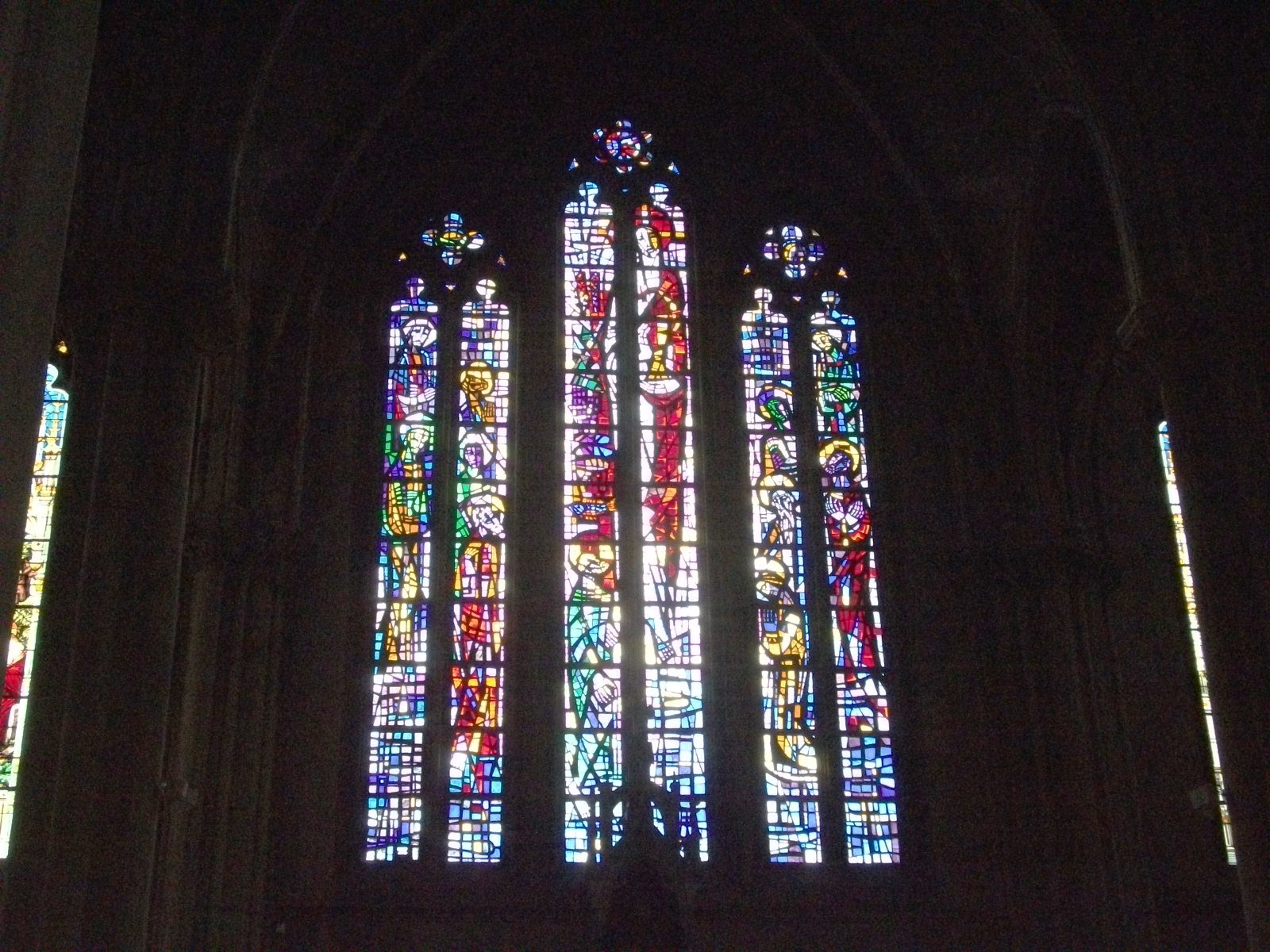
Un vitrail.
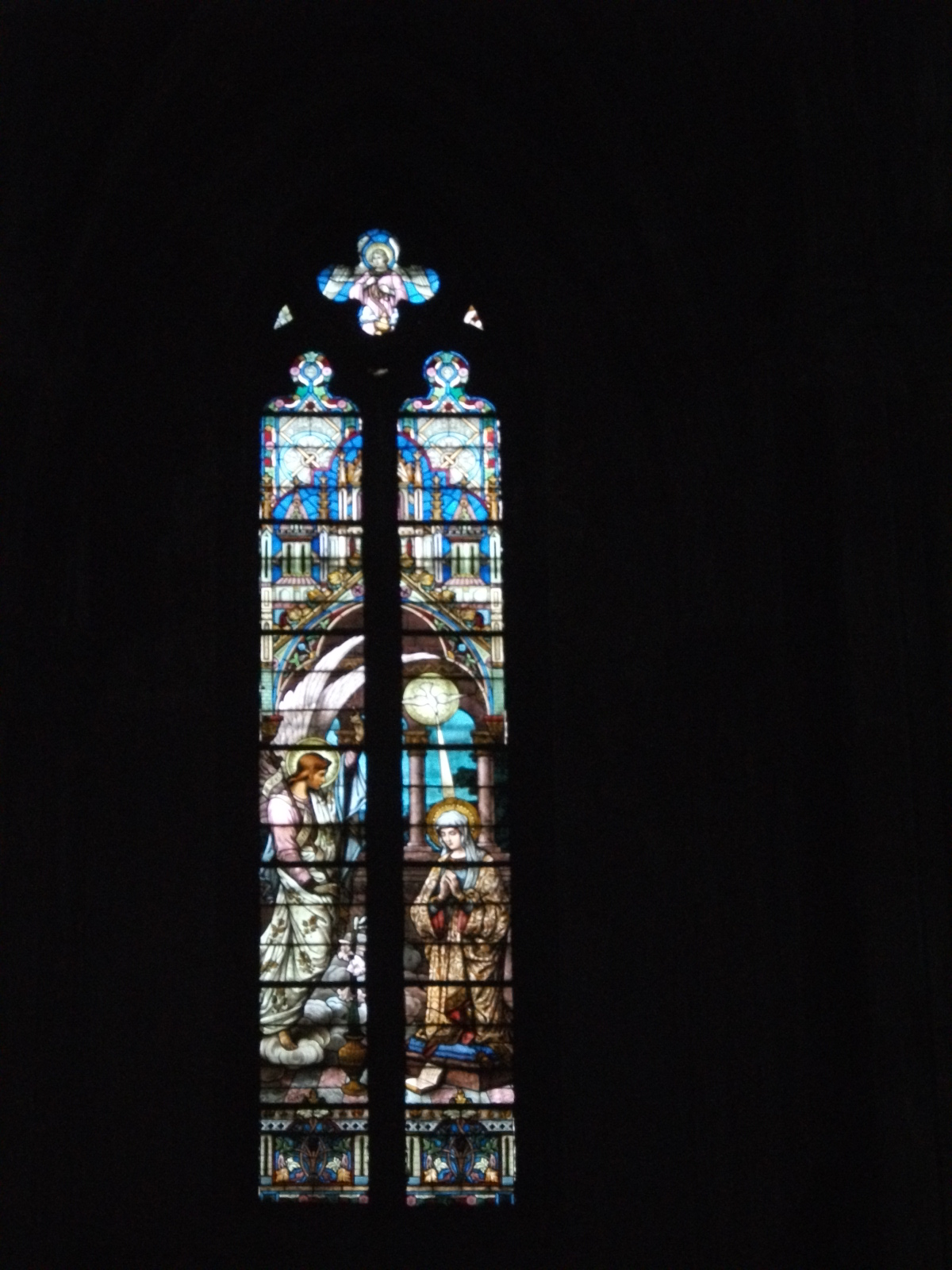
Un vitrail.
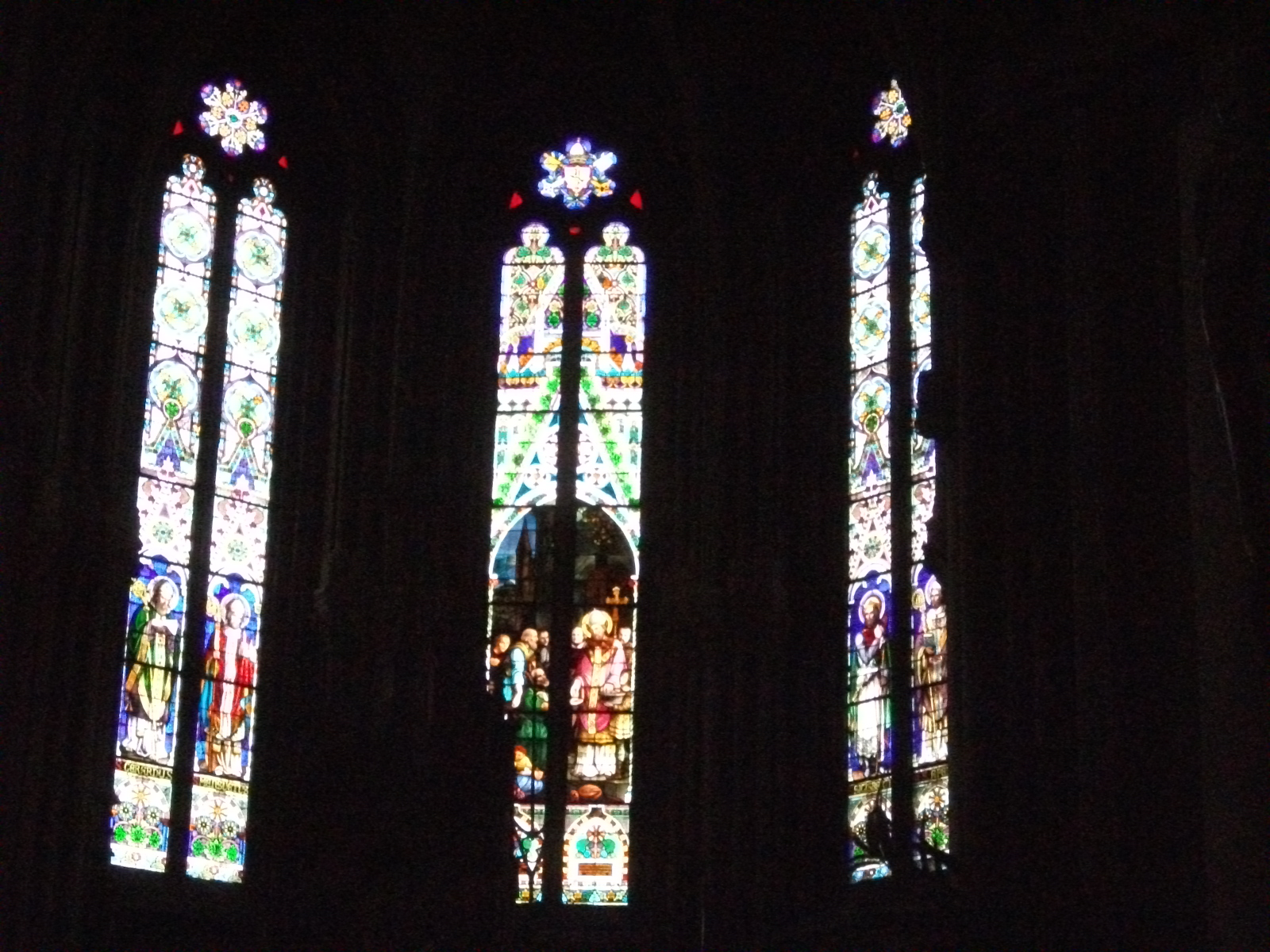
Vitraux du chœur.
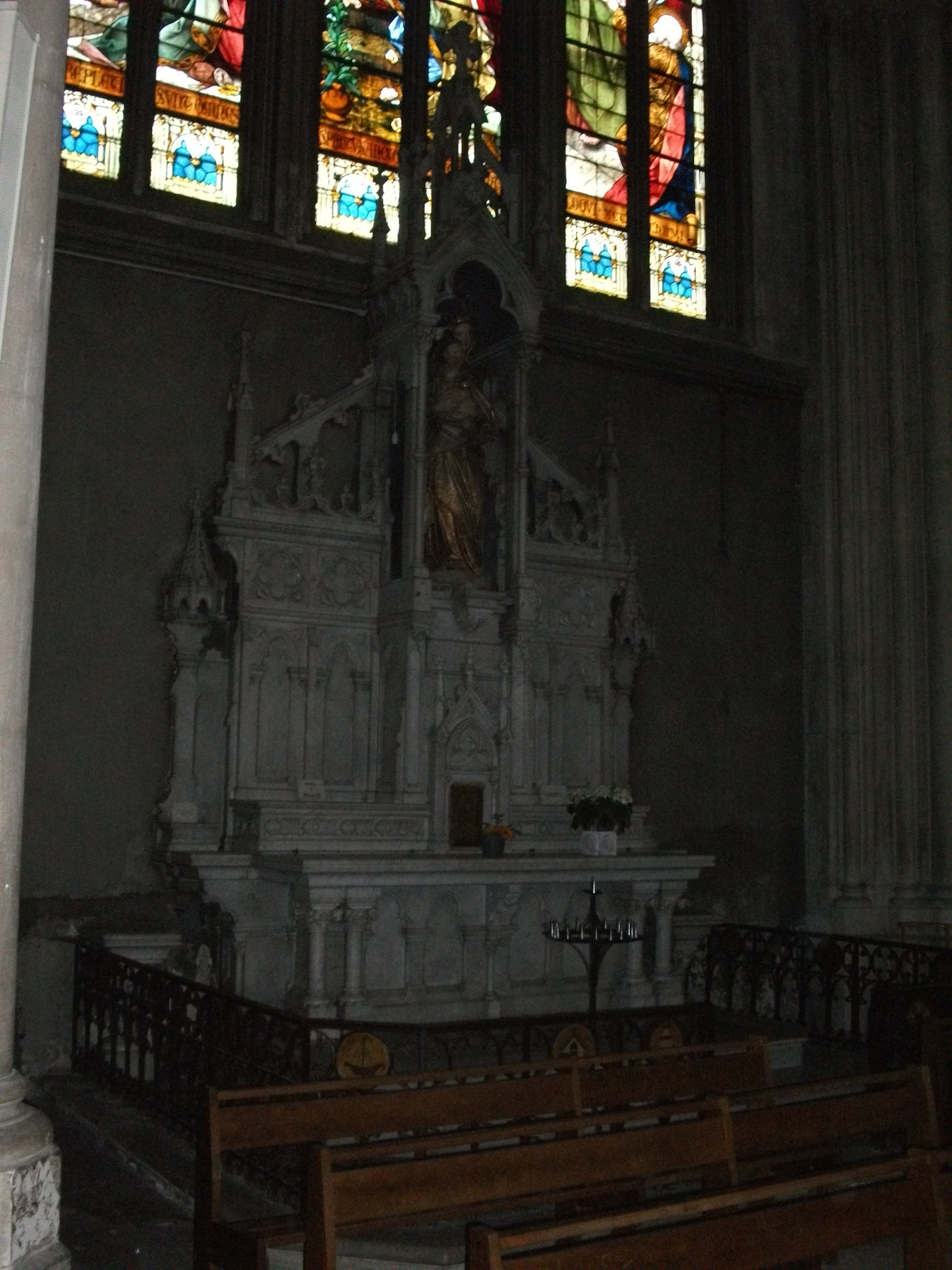
L'un des autels.
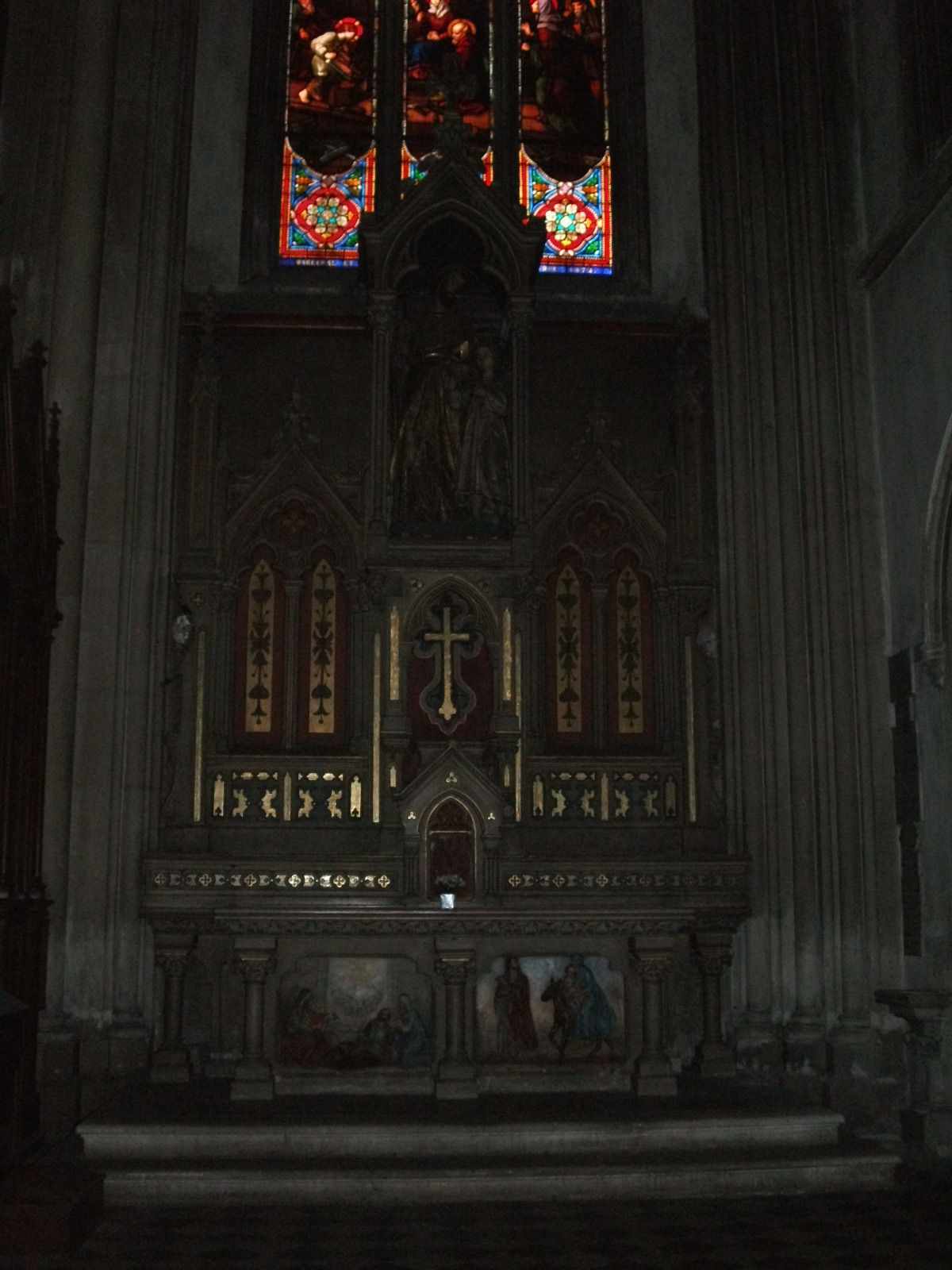
L'un des autels.